# A magyar női labdarúgó-válogatott 2011. szeptember 17-i mérkőzése
Előző mérkőzés - Következő mérkőzés
A magyar női labdarúgó-válogatott Európa-bajnoki-selejtező mérkőzése Belgium ellen, 2011. szeptember 17-én, amelyen a magyar válogatott 2–1-es vereséget szenvedett.

## Keretek
A magyar női labdarúgó-válogatott szövetségi kapitánya, Kiss László, szeptember 13-án hirdette ki, a tizenkilencc főből álló keretét a mérkőzésre.
A keretben a magyar első osztályban szereplő játékosok mellett a válogatott rendelkezésére állt a Németországban szereplő Szuh Erika és Jakabfi Zsanett. Vágó Fanny időközben újra az MTK játékosa lett. Sérülés miatt nem szerepelt Tóth I Alexandra és Dombai-Nagy Anett.
| Belgium | Belgium | Belgium  | Belgium |
| Név     | Kor     | Vál./Gól | Klub    |
| ------- | ------- | -------- | ------- |

| Magyarország      | Magyarország | Magyarország | Magyarország       |
| Név               | Kor          | Vál./Gól     | Klub               |
| ----------------- | ------------ | ------------ | ------------------ |
| Szőcs Réka        | 21 éves      | 18 / 0       | MTK Hungária       |
| Papp Eszter       | 22 éves      | 5 / 0        | Viktória FC        |
| Szeitl Szilvia    | 24 éves      | 23 / 0       | 1. FC Femina       |
| Gál Tímea         | 26 éves      | 29 / 0       | Volosz             |
| Tálosi Szabina    | 22 éves      | 23 / 1       | Viktória FC        |
| Tóth II Alexandra | 20 éves      | 18 / 0       | Viktória FC        |
| Demeter Réka      | 19 éves      | 9 / 0        | MTK Hungária       |
| Rácz Zsófia       | 22 éves      | 22 / 2       | Viktória FC        |
| Smuczer Angéla    | 29 éves      | 60 / 1       | MTK Hungária       |
| Sipos Lilla       | 19 éves      | 7 / 1        | Viktória FC        |
| Megyeri Boglárka  | 24 éves      | 9 / 1        | Viktória FC        |
| Jakab Réka        | 24 éves      | 26 / 7       | Győri Dózsa SE     |
| Szuh Erika        | 21 éves      | 10 / 1       | Lokomotive Leipzig |
| Jakabfi Zsanett   | 21 éves      | 15 / 9       | VfL Wolfsburg      |
| Vágó Fanny        | 20 éves      | 25 / 11      | MTK Hungária       |
| Fogl Katalin      | 27 éves      | 22 / 3       | Astra HFC          |
| Pádár Anita       | 32 éves      | 84 / 31      | 1. FC Femina       |
| Méry Rita         | 27 éves      | 31 / 7       | MTK Hungária       |
| Papp Dóra         | 20 éves      | 8 / 1        | MTK Hungária       |

 megjegyzés: Az adatok a mérkőzés napjának megfelelőek!

## Az összeállítások
| 2011. szeptember 17. 16:00 (UTC+1) |

| Belgium                     | 2 – 1   | Magyarország |
| --------------------------- | ------- | ------------ |
| Wullaert 43' Demoustier 85' | (1 – 0) | Jakabfi 81'  |

| Dessel Játékvezető: Alexandra Ihringova (ENG) |

| Belgium | Magyarország |

| BELGIUM:             |    |                     |     |
|                      |    |                     |     |
| K                    | 1  | Sofie Van Houtven   |     |
| V                    | 3  | Helen Jaques        |     |
| V                    | 4  | Maud Coutereels     |     |
| V                    | 5  | Lorca van de Putte  |     |
| V                    | 13 | Stefanie Van Broeck |     |
| KP                   | 2  | Julie Biesmann      |     |
| KP                   | 6  | Niki De Cock        |     |
| KP                   | 9  | Tessa Wullaert      | 82' |
| KP                   | 14 | Lien Mermans        | 82' |
| CS                   | 8  | Audrey Demoustier   |     |
| CS                   | 10 | Aline Zeler         | 90' |
| Cserék:              |    |                     |     |
| GK                   | 12 | Sabrina Broos       |     |
| KP                   | 7  | Laurence Marchal    |     |
| CS                   | 11 | Inge Heiremans      | 82' |
| KP                   | 15 | Marlies Verbruggen  |     |
| KP                   | 16 | Kristien Elsen      | 82' |
| KP                   | 17 | Annaelle Wiard      | 90' |
| V                    | 18 | Caroline Berrens    |     |
| Szövetségi kapitány: |    |                     |     |
| Ives Serneels        |    |                     |     |

| MAGYARORSZÁG:        |    |                   |     |
|                      |    |                   |     |
| K                    | 1  | Szőcs Réka        |     |
| V                    | 2  | Demeter Réka      |     |
| V                    | 5  | Gál Tímea         |     |
| V                    | 9  | Szeitl Szilvia    |     |
| V                    | 4  | Tóth II Alexandra |     |
| VKP                  | 6  | Smuczer Angéla    |     |
| VKP                  | 15 | Rácz Zsófia       |     |
| TKP                  | 23 | Szuh Erika        | 59' |
| TKP                  | 17 | Jakab Réka        | 46' |
| TKP                  | 13 | Jakabfi Zsanett   |     |
| CS                   | 10 | Vágó Fanny        | 87' |
| Cserék:              |    |                   |     |
| K                    | 12 | Papp Eszter       |     |
| KP                   | 19 | Sipos Lilla       | 46' |
| CS                   | 8  | Pádár Anita       | 59' |
| CS                   | 14 | Méry Rita         | 87' |
| V                    | 18 | Tálosi Szabina    |     |
| KP                   | 20 | Papp Dóra         |     |
| KP                   | 21 | Megyeri Boglárka  |     |
| Szövetségi kapitány: |    |                   |     |
| Kiss László          |    |                   |     |

## A mérkőzés
| „             | El kell ismerni, az első félidőben sokkal jobbak voltak a belgák, megérdemelten szereztek vezetést. A második félidőben azonban jelentősen feljavult a játékunk, elkezdtünk játszani, és a végén sikerült is egyenlítenünk. Ebben a periódusban mezőnyfölényben játszottunk, és úgy gondoltam, a hajrában a győzelem sem elérhetetlen. A gólunk után azonban képtelenek voltunk folytatni a második félidei játékunkat, engedtük feltámadni a belgákat, akik az utolsó percekben megszerezték a győztes találatot. | ” |
| – Kiss László | |   |